# 叶利佐沃
叶利佐沃是俄罗斯堪察加邊疆區的一座城市。位于区首府堪察加彼得罗巴甫洛夫斯克西北32公里处。人口41,533人（2002年人口普查）；46,929人（1989年人口普查）。